# Valtra
A Valtra é uma fabricante finlandesa de tratores. Sua sede fica na cidade de Äänekoski.

## História
A Valtra chegou ao Brasil em 1960, como uma empresa estatal finlandesa, chamando-se Valmet. Na década de 1990, após ser privatizada, o nome foi alterado para Valtra-Valmet e, em seguida para Valtra, que significa "Valmet Tratores". Seu parque industrial está sediado na cidade de Mogi das Cruzes, em São Paulo.
A marca Valtra foi comprada em 2004 pelo grupo AGCO,  detentor das marcas Challenger, Fendt, GSI e Massey Ferguson. Atende cerca de 60% do mercado brasileiro de tratores, além de exportar para mais de sessenta países.
A linha de produtos da Valtra equipa tratores com motores de 50 a 375 cv. Já foram produzidos mais de 14 mil tratores. É umas das maiores fabricantes de tratores do mundo, apenas ficando atrás da Massey Ferguson e John Deere[carece de fontes?].